# Mineure
Pour l’article ayant un titre homophone, voir Mineur.
Une mineure (aussi appelée mineure académique ou mineure universitaire) est une discipline académique secondaire déclarée d'un étudiant de niveau collégial ou universitaire au cours de ses études de premier cycle. Comme dans le cas d'une majeure, le collège ou l'université en question établit un cadre de cours ou de types de cours qu'un étudiant doit suivre pour obtenir la mineure - ce cadre de cours varie beaucoup d'un collège ou d'une université à l'autre. Les mineurs et les majeurs diffèrent en ce que le premier est subordonné au second. 
Certains étudiants se préparent à une carrière avec leur majeure, tout en poursuivant des intérêts personnels avec une mineure, par exemple, une majeure en génie civil ou une mineure en langues étrangères ou en arts de la scène. D'autres étudiants peuvent poursuivre une mineure pour obtenir une spécialisation et ainsi se rendre plus attrayants pour les employeurs. Il n'est pas rare qu'un étudiant en physique fasse une mineure en informatique, ou qu'un étudiant en génie ou en économie fasse une mineure en mathématiques. Les élèves qui ont l'intention de devenir enseignants au secondaire se spécialisent souvent dans leur domaine d'enseignement (par exemple, l'histoire ou la chimie) et font une mineure en éducation.

## Études supérieures avec mineure
Bien que les mineures universitaires soient généralement associées à des diplômes de premier cycle, des mineures universitaires existent également au niveau des études supérieures, en particulier dans les établissements américains. Parfois, il peut s'agir d'un domaine mineur ou secondaire dans la discipline d'un étudiant, comme un doctorant en sciences politiques qui poursuit une majeure en politique américaine et une mineure en théorie politique, ou un doctorant en sciences religieuses qui poursuit une majeure en théologie et une mineure en histoire des religions.